# وارساو (میزوری)
وارساو (به انگلیسی: Warsaw) یک شهر در ایالات متحده آمریکا است که در شهرستان بنتون، میزوری واقع شده‌است. وارساو ۶٫۷۹ کیلومتر مربع مساحت و ۲٬۱۲۷ نفر جمعیت دارد و ۲۱۸ متر بالاتر از سطح دریا واقع شده‌است.